# إد ويبر
إد ويبر (بالإنجليزية: Ed Weber)‏ هو محامي وسياسي أمريكي، ولد في 26 يوليو 1931 في توليدو في الولايات المتحدة. حزبياً، نشط في الحزب الجمهوري. وقد انتخب عضو مجلس النواب الأمريكي.